# Tunnel (programma televisivo)
Tunnel era un programma televisivo andato in onda su Rai 3 dal 6 febbraio al 22 maggio 1994 per 15 puntate alle 20:30.

## Il programma
Il titolo del programma, così come la scenografia (il tunnel di una metropolitana mai finita di costruire, una galleria vecchia con le ragnatele da dove affiorano i pezzi della Prima Repubblica moribonda e una galleria nuova, illuminata sul fondo da una luce, dove compaiono le speranze della Seconda Repubblica da fondare) sono una metafora della situazione politica italiana del periodo.
(Serena Dandini aprendo la prima puntata di Tunnel)
Alla trasmissione partecipavano diversi comici, la maggior parte dei quali provenivano dalla precedente esperienza televisiva di Avanzi e che continueranno in seguito a collaborare alla realizzazione dei programmi di carattere satirico condotti da Serena Dandini (uno su tutti, il Pippo Chennedy Show).
Tra i protagonisti fissi della trasmissione vi erano infatti, oltre la già citata presentatrice, come presenze confermate i fratelli Guzzanti (Corrado e Sabina), Pier Francesco Loche, Massimo Olcese, Adolfo Margiotta, Antonello Fassari, Cinzia Leone, Francesca Reggiani, Stefano Masciarelli e i Broncoviz. Merita segnalare l'esordio nel programma da parte di Anna Meacci nel ruolo di una spettatrice nevrotica, sempre pronta ad afferrare per prima il microfono lanciato dalla Dandini al pubblico per farlo esprimere su un tema specifico, e anche di Marco Marzocca, divenuto poi la fedele spalla di Corrado Guzzanti, nel ruolo del piccolo Michelino, il bambino ospite del TG4 condotto da una parodia di Emilio Fede (interpretato da Guzzanti) che lo vessava quanto poteva.
Il programma ospitò alcune star della musica italiana ed internazionale, tra cui Francesco de Gregori (prima puntata, 6 febbraio), ZZ Top (seconda puntata, 13 febbraio), Elvis Costello (quinta puntata, 6 marzo), Willy DeVille (13 marzo), Youssou N'Dour, i Tazenda ed i Nirvana.
Questi ultimi presero parte alla quarta puntata, trasmessa il 27 febbraio 1994: in realtà la loro esibizione fu registrata il 23 febbraio, in occasione della loro tournée italiana. Il gruppo di Seattle eseguì dal vivo due brani Serve the Servants e Dumb, ma soltanto il primo fu selezionato per il programma, mentre il secondo andò in onda come omaggio inedito circa due mesi dopo, in una fase di "cambio palco", durante la diretta su Raiuno del Concerto del Primo Maggio.
Con questa performance Kurt Cobain fece la sua ultima apparizione televisiva assoluta, a poco più di un mese dalla morte.
Il 3 marzo del 1994 Tunnel fu oggetto di un intervento ufficiale da parte della Vigilanza Rai, che, in prospettiva delle allora imminenti elezioni politiche, ne chiese la sospensione fino all'esito elettorale, insieme a Blob e Schegge. L'intervento di Gianni Locatelli, al tempo direttore generale della Rai, scongiurò quello che da alcuni opinionisti fu ritenuto un tentativo di censura, cosicché il programma continuò ad andare in onda regolarmente, seppur con una certa attenzione ai contenuti, soprattutto inerenti ai politici candidati.

### I personaggi fissi

I Nirvana ospiti del programma nel 1994

Il programma aveva dei personaggi fissi, che riuscirono ad accattivarsi l'affetto e la simpatia del pubblico.
Alcuni di questi erano:
- Giovanni Teulada (interpretato da Maurizio Crozza): un funzionario della Vigilanza Rai mandato per controllare che il programma seguisse il regolamento e le norme prestabilite. Approfittava della sua posizione anche per introdurre delle pubblicità dello "sponsorino interno", degli improbabili assorbenti chiamati "Mini Midi Maxi" nonostante la ferrea opposizione della Dandini. Il suo cognome deriva dalla strada romana che ospita tutt'oggi alcuni studi televisivi della Rai, Via Teulada appunto.
- L'Abbonato Rai (interpretato da Ugo Dighero): parodia degli abbonamenti Rai, il cui slogan era "un abbonato ha sempre un posto in prima fila". Era presentato come un uomo in vestaglia, pigiama e pantofole da casa, seduto su una poltrona con un telecomando in mano. In ogni puntata veniva pesantemente vessato da Teulada al punto di chiedere alla moglie (interpretata da Carla Signoris) di "andare alle poste e disintegrare l'abbonamento".
- Emilio Fede (interpretato da Corrado Guzzanti): Parodia del conduttore ed ex direttore del TG di Rete 4, l'Emilio Fede di Guzzanti evidenziava i toni molto cruenti che quello vero utilizzava per raccontare i servizi trasmessi dal telegiornale (parlando ad esempio delle "Bambine cieche che si fanno la doccia" o di "Tranci di minorenni al mercato del pesce"). Aveva il ruolo di "disturbatore" in quanto appariva con il tg disturbando il programma della Dandini. Nel TG aveva un inviato, che lo chiamava "Generale" per il suo abbigliamento (presentava una giacca che recava ordinamenti simil-militari ma in realtà erano delle stampe del Biscione, il simbolo di Canale 5) e che Fede controllava tramite un joystick speciale. Nel programma aveva due entrate, una verso l'inizio e l'altra verso la fine, dove ospitava il piccolo Michelino (interpretato da Marco Marzocca), che umiliava e vessava di continuo approfittando della sua ingenuità infantile.
- Il signor Rino e il signor Pino (interpretati da Olcese & Margiotta): Parodia dei dibattiti televisivi di attualità, il signor Rino (Adolfo Margiotta) e il signor Pino (Massimo Olcese) erano presenti in ogni puntata del programma. Il signor Rino aveva scritto al programma per parlare di un problema che aveva nel suo quartiere periferico, ma appena cominciava a parlare del suo problema veniva puntualmente interrotto dal signor Pino, che gli diceva sempre "Fottiti!", insulto al quale rispondeva in modo volgare ("Fanculo!") e di conseguenza iniziavano a litigare sovrapponendosi e così perdendo anche il filo del discorso. Nei loro siparietti riuscirono a coinvolgere anche la cantante Rossana Casale, che venne presentata come "la sorella di Rino".
- Il signor Ricci (interpretato da Antonello Fassari): Perenne paranoico, spaventato da tutto e da tutti, accompagnato sempre da un cane-robot (Arnold, uno "Schwarzenegger"), il signor Ricci era la parodia dei "casi umani" di qualsiasi programma. Ogni volta aveva un problema al quale presentava una soluzione decisamente esagerata per evitare di avere problemi (ad esempio fare un fossato in stile medioevale intorno al palazzo dove abitava) ed ogni sketch finiva con la seguente frase: "Oh, io c'ho salotto, du' camere, cucina e aria condizionata eterna, e se qualcuno...scusa, vie' un po' qua con quella telecamera...!" e cominciava a fare un bizzarro appello che cominciava sempre con "Drogati..." e finiva in modo esagerato.
- Mariolina Sattanino (interpretata da Francesca Reggiani): Parodia della giornalista del TG3, veniva presentata con uno sfondo metà rosso e metà nero (a simboleggiare Il rosso e il nero, programma dell'epoca condotto da Michele Santoro in cui lavorava la Sattanino) e si definiva Santa Mariolina Sattanino, protettrice dei disoccupati. Ad ogni domanda della Dandini, rispondeva con tono "da processione", ma appena sentiva il nome di Massimo D'Alema, il tono di voce cambiava e diventava più allegro, in quanto innamorata del politico.
- Telomanno A.D. (interpretato da Stefano Masciarelli): Parodia dei programmi di attualità delle reti private locali, Telomanno A.D. era un improbabile conduttore di un programma intitolato "Il Diritto è Di Tutti", ambientato in una trattoria e che vedeva lui seduto al centro di un tavolo con a fianco i suoi due ospiti, il "sempre valido Canaro" alla sua destra e un'altra persona decisamente più acculturata del Canaro. La particolarità di questo personaggio era che l'argomento principale di ogni serata era dedicato ad un tema di attualità (come ad esempio il risparmio energetico o la pulizia delle strade di Roma) per poi parlare sempre di calcio e in particolar modo delle prestazioni del calciatore Giuseppe Giannini. Masciarelli aveva anche un altro personaggio, una modella di nome Crystal, che si definiva "una donna, ma soprattutto una femmina", ma che durò solamente per la seconda metà del programma.
- Il candidato (interpretato da Pier Francesco Loche): Pier Francesco Loche, che in Avanzi era il telegiornalista, adesso si è candidato alle elezioni politiche e gira l'Italia accompagnato da un assistente sul suo camion. Rappresentava la lista "Proloche" e aveva uno schieramento tutto suo, definendosi "L'Uomo Venuto dal Mare" (cioè dalla Sardegna). Nei suoi discorsi definiva la città dove faceva tappa come "il paese che io amo!" e definiva i suoi avversari politici "Putribondi figuri". Dopo la campagna elettorale, Loche non venne eletto ma in quel momento lui sostenne di vedere la Luce e da quel momento divenne il profeta di una nuova religione, il cui slogan era "Ora Proloche vuol dire tanta luce, tanta luce, ma tanta, tanta, tanta luce". La popolarità del personaggio lo portò a presenziare anche al concerto del 1º maggio di quell'anno. Nel momento culminante, in cui gli venne chiesto di fare il miracolo, effettivamente lo fece: tornò ad essere candidato, ma questa volta per le elezioni europee.
- I TG Riuniti (interpretati dai Broncoviz): Parodia dei telegiornali Rai, che dovevano adeguarsi alle varie normative vigenti a seconda del governo in carica, avevano un angolo tutto loro nel quale commentavano, a modo loro, le notizie del giorno. Durante i loro sketch era possibile vedere citazioni da vari film come ad esempio Guerre stellari o Frankenstein. Tra i loro personaggi si ricordano la giornalista comunista interpretata da Marcello Cesena, sempre pronta a dire la sua venendo poi "zittita" dal lancio di qualche oggetto contundente come delle pietre o delle incudini. Mauro Pirovano faceva sia uno dei tecnici di studio che un inviato del telegiornale. Ugo Dighero, oltre ad essere uno dei quattro giornalisti, era anche un inviato chiamato Giovanni Bernasconi, ma apparve solamente nella prima e nella seconda puntata. Maurizio Crozza, oltre ad essere uno dei quattro giornalisti del TG, faceva anche l'esperto americano Joseph Warren, parodia dei collegamenti via satellite, che al momento del collegamento si trovava in situazioni imbarazzanti (come ad esempio dormire oppure provare a fare sesso col cuscino per allenarsi in vista di un incontro galante la notte seguente) e quando gli veniva chiesto l'argomento del giorno (ad esempio la malasanità o chiedere cos'era una tegola in Cotto toscano) rispondeva che "non ne aveva la più pallida idea" parlando in uno slang misto tra inglese, dialetto genovese e napoletano.

Nel programma era presente, durante le prime puntate, anche una parodia di Alessandra Mussolini (interpretata da Cinzia Leone), ma questo personaggio venne abbandonato in quanto ricevette delle critiche proprio dalla stessa Mussolini.

### Le pubblicità
Anche qui, come ne La TV delle ragazze e ad Avanzi, apparivano delle pubblicità che erano parodie degli spot televisivi di allora. Nel periodo preelettorale, gli spot erano centrati molto sulle parodie di spot elettorali (il più famoso degli spot era lo "Sforza Italia", pubblicità di un lassativo ricalcata sul partito di Silvio Berlusconi, Forza Italia, che addirittura aveva il jingle preso dallo spot elettorale).
Con la fine delle elezioni, gli spot presero un'altra piega tornando pubblicità-parodia. Meritano una segnalazione particolare uno spot di gente molto invadente e subdola ("I Viscidors", parodia degli alieni Visitors) e due parodie molto divertenti: quella dei supermercati Conad, trasformato in "Supermercati Conan", con la parodia della cassiera Nadia Rinaldi interpretata da Carla Signoris, e quella della benzina IP, interpretata da un inespressivo Roberto Baggio (parodia di Corrado Guzzanti) in occasione dei Mondiali di Calcio USA '94.
Un'altra menzione particolare va fatta ad uno spot che vedeva come protagonista Vittorio Gassman: sulla falsariga dello spettacolo Gassman Legge Dante, vennero creati dei piccoli spot che vedevano il grande attore leggere ogni tipo di testo, dal menù di un ristorante fino al cartello dell'oculista.